# Kanton Miribel
Kanton Miribel (fr. Canton de Miribel) je francouzský kanton v departementu Ain v regionu Rhône-Alpes. Skládá se z osmi obcí. Před reformou kantonů 2014 se skládal z pěti obcí.

## Obce kantonu
od roku 2015:
- Beynost
- La Boisse
- Miribel
- Neyron
- Niévroz
- Saint-Maurice-de-Beynost
- Thil
- Tramoyes

před rokem 2015:
- Beynost
- Miribel
- Neyron
- Saint-Maurice-de-Beynost
- Thil